# Бондково (Мазовецьке воєводство)
Бондково (пол. Bądkowo) — село в Польщі, у гміні Сонськ Цехановського повіту Мазовецького воєводства.
Населення — 372 особи (2011).
У 1975-1998 роках село належало до Цехановського воєводства.

## Демографія
Демографічна структура станом на 31 березня 2011 року:
|          | Загалом | Допрацездатний вік | Працездатний вік | Постпрацездатний вік |
| -------- | ------- | ------------------ | ---------------- | -------------------- |
| Чоловіки | 179     | 45                 | 116              | 18                   |
| Жінки    | 193     | 49                 | 102              | 42                   |
| Разом    | 372     | 94                 | 218              | 60                   |